# Sieben Wouters
Pour les articles homonymes, voir Wouters.
Sieben Wouters, né à Zundert (Pays-Bas) le 23 juin 1996, est un coureur cycliste néerlandais, spécialiste du cyclo-cross, membre de l'équipe Creafin-TÜV SÜD. 

## Palmarès en cyclo-cross
- 2013-2014
  - 3e du championnat des Pays-Bas de cyclo-cross juniors
- 2014-2015
  - 3e du championnat des Pays-Bas de cyclo-cross espoirs
- 2015-2016
  -  Champion des Pays-Bas de cyclo-cross espoirs
- 2016-2017
  -  Médaillé de bronze du championnat du monde de cyclo-cross espoirs
  -  Médaillé de bronze du championnat d'Europe de cyclo-cross espoirs
  - 10e de la Coupe du monde espoirs
- 2017-2018
  - Classement du Superprestige espoirs
  -  Médaillé de bronze du championnat d'Europe de cyclo-cross espoirs
  - 6e de la Coupe du monde espoirs
  - 7e du championnat du monde de cyclo-cross espoirs

## Palmarès sur route

### Par année
- 2014
  - 3e du championnat des Pays-Bas du contre-la-montre juniors
- 2017
  - 1rea étape du Tour de Namur (contre-la-montre par équipes)

### Classements mondiaux
| Année           | 2016   |
| --------------- | ------ |
| UCI Europe Tour | 1 643e |